# هفت گردو ۲
هفت گردو ۲، روستایی از توابع بخش مرکزی شهرستان بافت در استان کرمان ایران است.

## جمعیت
این روستا در دهستان گوغر قرار دارد و براساس سرشماری مرکز آمار ایران در سال ۱۳۹۵، جمعیت آن ۷ نفر (۵ خانوار) بوده‌است.